# Antonio Kamenjašević
Antonio Kamenjašević (Zagabria, 29 gennaio 1997) è un lottatore croato, specializzato nella lotta greco-romana.

## Biografia
Ai  campionati europei di Varsavia 2021 si è aggiudicato la medaglia di bronzo nei 77 kg.
Ai XIX Giochi del Mediterraneo di Orano 2022 è salito sul terzo gradino del poidio nel torneo dei 77 kg.

## Palmarès
- Europei

Varsavia 2021: bronzo nei -77 kg;
- Giochi del Mediterraneo

Orano 2022: bronzo nei -77 kg;
- Europei U23

Russe 2016: argento nei -71 kg;
Szombathely 2017: argento nei -75 kg;
- Mondiali cadetti

Snina 2014: argento nei -69 kg;
- Campionati del Mediterraneo cadetti

Kanjiza 2014: oro nei -69 kg;